# 金沢星稜大学の人物一覧
金沢星稜大学の人物一覧（かなざわせいりょうだいがくのじんぶついちらん）は、金沢星稜大学に関係する人物の一覧記事。

## 著名な教職員

### 元教職員
- 上埜進 （元金沢経済大学助教授、会計学者、アジア太平洋管理会計学会（APMAA）会長、日本管理会計学会副会長、日本原価計算研究学会学会賞審査委員・理事、日本会計研究学会評議員、公認会計士試験試験委員、甲南大学会計大学院教授、ネブラスカ大学リンカーン校客員研究教授）

### 現教職員
- 小松崎保 （サッカー部監督）
- 山下智茂（特任教授）

## OB・OG
- 助田重義（衆議院議員）
- 本田朋広（プロ雀士）
- 室谷守一 （小説家、金沢経済大学中退）
- 勘坂康弘 （起業家、元株式会社フーズ・フォーラス代表取締役社長、金沢経済大学卒業）
- 生田宗博（作業療法研究者。医学博士）
- 内田錬平（プロサッカー選手）
- 本塚聖也（プロサッカー選手）
- 泉圭輔 (プロ野球選手)
- 川縁清志【歌う応援隊ヒトミリリィ】（歌手、アコースティックギター）